# 艾熱
艾热帕提·艾尼玩（維吾爾語：ئەرەپات ئەنۋەر‎，拉丁维文：Erepat Enwer，1993年6月1日—），出生于新疆維吾爾族自治區喀什市，中国大陸流行乐说唱男歌手。2018年獲得中國新說唱全國冠軍。

## 演艺经历
- 2014年《Iron Mic》新疆賽區冠軍，全國亞軍[1]。
- 2016年，為吳莫愁製作《旅程》單曲，該曲的詞曲創作皆由艾熱包辦，並擔任MV男主角[2]。
- 2018年參加愛奇藝節目《中國新説唱》，獲選入潘瑋柏、鄧紫棋的「攀登戰隊」，一度止步於四強之外，遭到淘汰，而後又從復活賽勝出，最終獲得全國冠軍[3]。
- 2018年11月29日，獲得亞洲音樂盛典年度最佳說唱歌手獎[4]；12月8日，參加第12屆音樂盛典咪咕匯，與鄧紫棋共同演繹了歌曲《光年之外（熱愛版）》[5]；12月10日，推出與鄧紫棋合唱的歌曲《光年之外（熱愛版）》[6]；12月18日，推出首張個人同名專輯《AIR·艾熱》[7]。
- 2019年1月5日，推出與GAI合唱的歌曲《永不獨行》[8]；1月6日，其演唱的歌曲《烏雲中》獲得英國《Q》雜誌中文版音樂頒獎盛典最受歡迎說唱單曲獎[9]；1月27日，獲得第6屆瑞麗美容大賞2018年度最佳說唱歌手獎[10]；3月25日，獲得第26屆東方風雲榜音樂盛典最受歡迎說唱歌手獎[11]；4月12日，與達倫小子、Daneliya Tuleshova共同作為Polina Gagarina的幫唱嘉賓參加湖南衛視音樂競技節目《歌手2019》總決賽，並合唱了歌曲《We are the world》。[12]。
- 2020年6月，參加芒果TV《說唱聽我的第一季》，擔任說唱導師。
- 2022年6月，參加愛奇藝《中國說唱巔峰對決》，擔任聯盟發起人。

## 外部連結
- 艾熱的新浪微博
- 艾熱的Instagram帳戶